# Osram
Osram Licht AG (estilizado como OSRAM) era una empresa alemana de ámbito mundial con sede central en Múnich (Alemania). Su nombre deriva de Osmio y Wolfram (Wolframio en alemán), que eran los elementos comúnmente usados en los filamentos de las bombillas en los tiempos en que se fundó la empresa. Osram se posiciona como una empresa de fotónica de alta tecnología que se centra cada vez más en la tecnología de sensores, la visualización y el tratamiento por luz.
En el año 2020 tuvo ingresos por €3.04 mil millones de euros.
Osram se fundó en 1919 mediante la fusión de los negocios de iluminación de Auergesellschaft, Siemens & Halske y Allgemeine Elektrizitäts-Gesellschaft (AEG). Formó parte de Siemens AG hasta julio de 2013, cuando Siemens colocó en bolsa el 80% del capital de la compañía. El negocio de Osram con fuentes de luz convencionales se escindió en 2016 bajo el nombre de LEDVANCE y se vendió a un consorcio chino. Tras una guerra de ofertas con Bain Capital, Osram fue adquirida por la empresa austriaca ams AG en julio de 2020 y se adquirió la mayoría de las acciones. Ams AG desarrolla y produce componentes semiconductores analógicos (semiconductores de potencia) para su aplicación en sensores e interfaces de sensores. La empresa operativa de Osram es Osram GmbH. 
Tras una guerra de ofertas con Bain Capital, Osram fue adquirida por la empresa austriaca ams AG en julio de 2020 y se hizo con la mayoría de las acciones.  
El 3 de marzo de 2021, ams AG anunció que el Acuerdo de Dominio y Transferencia de Pérdidas y Ganancias ("DPLTA") entre ams Offer GmbH, una filial de propiedad total de ams AG, la empresa matriz del Grupo ams, y OSRAM Licht AG ("OSRAM") entró en vigor ese día. Operando como una sola empresa, y con más de 110 años de historia combinada y más de 15.000 patentes concedidas y aplicadas, el Grupo ams se centra en la creación de soluciones ópticas para el futuro. Con sede central en Premstätten (Austria) y una co-sede en Múnich (Alemania), la empresa atiende a clientes de los sectores de consumo, automoción, salud y tecnología industrial.
Esta empresa multinacional suministra productos a más de 120 países en todo el mundo. Cuenta con 23 fábricas.